# Gadwal
Gadwal est une municipalité de l'état indien du Télangana, située à environ 188 km de Hyderabad. C'est le siège du district de Jogulamba Gadwal (en).
En 2015 sa population était de 96 877 habitants.

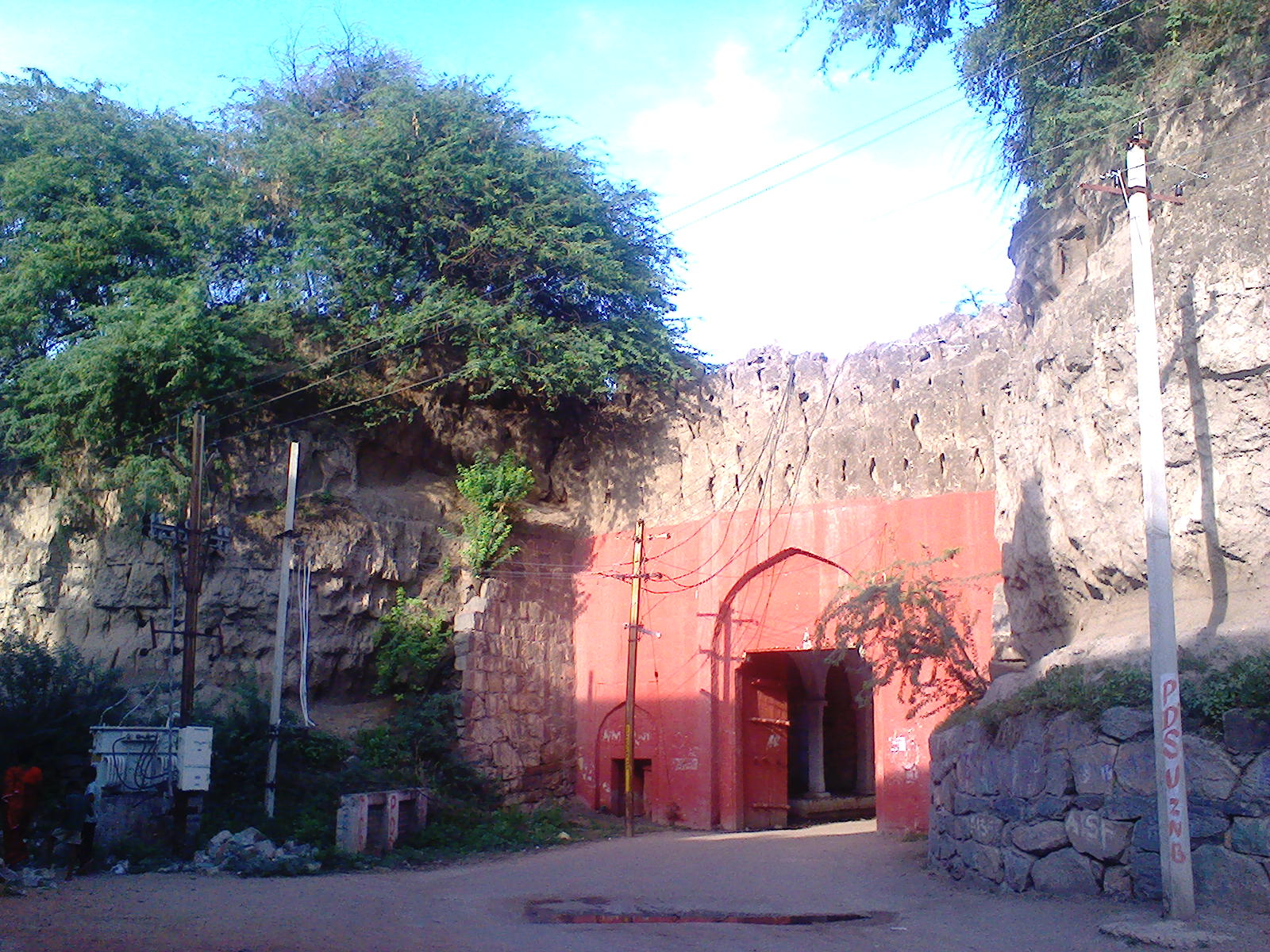
Entrée du fort de Gadwal.